# Луїс Карреро Бланко
Луїс Карреро Бланко (ісп. Luis Carrero Blanco; 4 березня 1904 — 20 грудня 1973) — іспанський адмірал і політик, неофранкіст, прем'єр-міністр Іспанії 1973 року.

## Життєпис
1918 року закінчив військово-морську академію в Галісії. Після початку громадянської війни переховувався в посольствах Мексики та Франції. В червні 1937 року зумів дістатись території, підконтрольної націоналістам, після чого став командувачем флоту.
Після перемоги франкістів у 1940—1951 роках обіймав посаду секретаря президії уряду, від 1951 до 1967 року був міністром-секретарем, який курирував діяльність усіх іспанських секретних служб. Наприкінці 1950-их років підтримав новий економічний курс, пов'язаний з більшою відкритістю країни по відношенню до Європи. Також виступав за економічну модернізацію, втім у чітких межах франкізму, що виключали будь-яку демократичну та соціальну лібералізацію суспільно-політичного життя.
1963 року отримав звання віце-адмірала, а 1966 року — адмірала. Від липня 1967 року обіймав посаду заступника, а у червні-грудні 1973 року — голови уряду Іспанії.
Був убитий ЕТА 20 грудня 1973 року під час повернення машиною з церкви. Терористи прорили тунель під проїжджою частиною вулиці, якою часто проїжджав автомобіль Бланко, й заклали туди вибухівку. Коли авто прем'єр-міністра перетинало заміновану ділянку дороги, стався вибух, що виявився настільки потужним, що автомобіль Карреро Бланко був закинутий на балкон сусіднього монастиря на протилежному боці будівлі й не одразу знайдений.